# Божана Бартош Михаиловић
Божана Бартош Михаиловић (Ниш, 22. јун 1886 – Београд, 1946) била је српски лекар, учесник Балканских ратова и Првог светског рата.

## Биографија
Божана Бартош рођена је у Нишу 22. јуна 1886. године. Другу женску гимназију завршава у Београду. Након завршене средње школе, као државни стипендиста, одлази у Француску, на студије медицине у Паризу и Нансију. Дипломирала је 1911. године на Медицинском факултету у Нансију. Била је међу првим женама, рођеним у Нишу, која је завршила медицински факултет у то време.
Након завршетка школовања враћа се у Србију, и постаје лекар у Општој државној болници у Београду.

## Балкански ратови
Одмах по избијању балканског рата, а по наредби Министарства војог – Санитетског одељења, упућена је у Краљево 24. септембра 1912. године, где је постављена за управника резервне војне болнице. У Краљеву је истовремено била срески и железнички лекар. На том месту остаје до августа 1913. године, када се враћа у Београд где је до краја рата лечила оболеле од колере, која се ширила после битке на Брегалници. После завршетка балканских ратова враћа се свом цивилном послу лекара у Општој државној болници у Београду.

## Први светски рат
Почетком Првог светског рата, а по наредби Министарства унутрашњих деле – Санитетског одељења, од 24. јула 1914. године, постављена је за лекара Окружне болнице у Прокупљу. Истовремено је постављена и за управника резервне војне болнице у Прокупљу. Као једини лекар у Прокупљу вршила је и остале лекарске послове у Топличком округу. Резервна вијна болница је 1915. године евакуисана према Призрену, да би потом била расформирана. Са нашом војском и избеглицама повлачи се преко Црне Горе и Албаније, и током повлачена прележала је пегави тифус. У Француску одлази марта 1916. године, где 20. марта у Паризу почиње да ради у боници Hopital Claude Bernard. У тој болници радила је до 24. марта 1917. године, када прелази у другу болницу Clinique de l'Hopital des Efants malades. У тој болници радила је до марта 1919. године.

## Повратак и рад у Србији
По завршетку Првог светског рата, након три године рада по болницама уз Француској, тачније септембра 1919. године враћа се у Србију, где почиње да ради као секундарни лекар на инфективном одељењу Опште државне болнице у Београду.
Удала се 1922. године у Београду за Љубомира Михаиловића, дипломатског посланика Краљевине СХС у Вашингтону, и након тога је напустила лекарски позив.
Божана Бартош-Михајловић преминула је 1946. године у Београду у 60. години живота.
Као активна чланица Кола српских сестара, Друштва српског Црвеног крста и Друштва београдских женских лекара, др Божана Бартош Михајловић је дала свој допринос у образовној, здравственој и културној еманципацији српских жена.
За дугу и савесну службу одликована је бројним високим домаћим одликовањима.

## Породица
Родитељи родом из Чешке, отац Фрања Бартош инжeњер и мајка Ернестина. Брат Милан Бартош (рођен 1901. године у Београду) професор Правног факултета, члан САНУ и стручњак за међународно јавно право и приватно право.
Супруг Љубомир Михаиловић, службовао је у српским посланствима (амбасадама) у Цариграду, Скопљу, Солуну, Битољу, Риму, на Цетињу и у Вашингтону.
Ћерка Иванка Михаиловић студирала је оријенталистику, син Михаило Михаиловић (1924-1998), постао је хемичар, професор београдског универзитета и академик.

## Одликовања
- Орден Светог Саве V реда, 1913. година
- Орден Светог Саве IV реда, 1915. година